# Alex Warren
Alexander Warren Hughes (Carlsbad, 18 de setembro de 2000) é um cantor, compositor, youtuber e influenciador norte-americano. Ele foi um dos membros fundadores do grupo colaborativo do TikTok, the Hype House(en), de 2019 a 2022. Começou a lançar músicas de forma independente em 2021 antes de assinar contrato com a Atlantic Records no ano seguinte.
Seu single de 2024, "Burning Down", de seu EP de estreia, "You'll Be Alright, Kid (Chapter 1)" (2024), foi sua primeira canção a aparecer na parada Billboard Hot 100. Já seu single de 2025, "Ordinary", alcançou o topo da Billboard Hot 100 e também liderou as paradas em vários outros países, incluindo Austrália, Canadá e Reino Unido. Em 18 de julho de 2025 lançou seu álbum de estreia You'll Be Alright, Kid.

## Biografia
Alexander Warren Hughes nasceu em 18 de setembro de 2000, em Carlsbad, Califórnia, e cresceu na mesma cidade. Ele tem duas irmãs e um irmão. Seu pai faleceu de câncer renal quando ele tinha nove anos. Aos 18, sua mãe, que era alcoólatra, o expulsou de casa, deixando-o sem-teto e frequentemente dormindo em carros de amigos. A mãe de Warren faleceu em 2021.
Warren começou a namorar Kouvr Annon, uma ex-membro do Hype House que ele conheceu no Snapchat, em 2018. Ela se mudou do Havaí, onde morava com os pais, para a Califórnia, a fim de viver com Warren em seu carro. O casal noivou na Véspera de Ano Novo de 2022 e se casou em junho de 2024 em Escondido, Califórnia. Warren é católico e afirmou que suas músicas são inspiradas em música worship(en) (de adoração).

## Carreira

### Mídias Sociais
Alex Warren começou a fazer vídeos para o YouTube aos 10 anos e a publicar conteúdo focado em skate no Instagram em maio de 2015. Ele foi cofundador e membro do coletivo de TikTok de Los Angeles, The Hype House, nome que ele mesmo criou, em novembro de 2019. Naquela época, ele já tinha mais de 600 mil inscritos em seu canal do YouTube, onde postava vídeos de pegadinhas filmados em primeira pessoa, e 3,8 milhões de seguidores em sua conta do TikTok. No início de 2020, usuários de mídias sociais, especialmente fãs do youtuber David Dobrik, acusaram amplamente Warren de copiar o estilo de vídeo, maneirismos e risada de Dobrik. Ele foi indicado ao Streamy Award na categoria "First Person" em 2020. Também em 2020, Warren se tornou o apresentador da série de competição de reality show da AwesomenessTV, "Next Influencer", no YouTube, na qual os participantes viviam em uma casa de conteúdo do TikTok.
Warren estrelou "Hype House (en)", a série de reality show da Netflix sobre o coletivo homônimo, que estreou em janeiro de 2022. Seu papel no programa girava principalmente em torno de suas lutas para manter sua popularidade nas mídias sociais e suas tentativas de fazê-lo através de seus vídeos de pegadinhas, incluindo a encenação de um casamento falso com Annon. No início de 2022, o canal de Warren no YouTube tinha mais de 2,6 milhões de inscritos, enquanto sua conta no TikTok tinha 14 milhões de seguidores. Ele deixou a Hype House em 2022, e o coletivo se desfez no final daquele ano. Ele relatou que houve um "desentendimento" dentro do coletivo e que ele não foi pago por suas contribuições. Também em 2022, ele criou o podcast "Locked in with Alex Warren". Em 2024, ele tinha mais de 16,3 milhões de seguidores no TikTok.

### Música

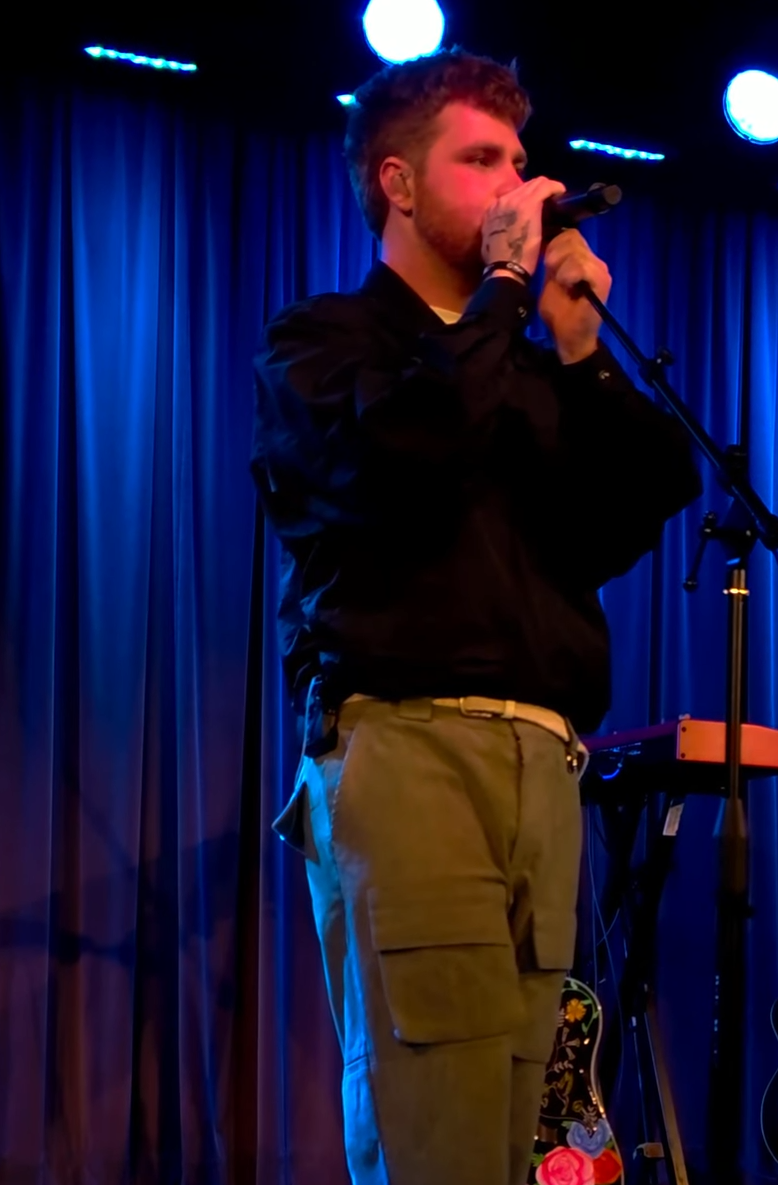
Alex Warren durante show no Grammy Museum em fevereiro de 2025

Warren diz que Justin Bieber e Shawn Mendes foram inspirações e influenciaram sua decisão de se tornar músico. Benson Boone e David Kushner também o influenciaram. Em junho de 2021, Warren lançou independentemente seu single de estreia, "One More I Love You", que ele começou a escrever aos 13 anos sobre a morte de seu pai. Foi seguido pelos singles "Screaming Underwater", lançado em setembro daquele ano, e "Remember Me Happy". Em agosto de 2022, Warren assinou um contrato com a Atlantic Records e começou a trabalhar em uma docussérie autoproduzida, "I Hope You're Proud", que narra o período que antecedeu sua contratação. Seu single de estreia pela gravadora, "Headlights", foi lançado no mês seguinte. Seus singles "Give You Love", "Change Your Mind" e "Chasing Shadows" foram lançados em junho, julho e dezembro de 2023, respectivamente.
Em fevereiro de 2024, Warren lançou o single "Before You Leave Me", que se tornou sua primeira entrada na UK Singles Chart no Reino Unido, alcançando a 80ª posição. Seu single "Save You a Seat", que foi usado em mais de 144 mil vídeos do TikTok até o final de 2024, estreou na 11ª posição da parada Digital Song Sales da Billboard em abril de 2024, sua primeira entrada em uma parada da Billboard. Seu single "Carry You Home" foi lançado em junho de 2024. "Carry You Home" se tornou a segunda música de Warren a entrar nas paradas do Reino Unido, onde alcançou a nona posição na UK Singles Chart em abril de 2025, e também nas paradas Pop Airplay, Adult Pop Airplay, Hot Rock & Alternative Songs e Canadian Hot 100 da Billboard. Ele a performou no Macy's Thanksgiving Day Parade naquele ano. Seu single de setembro de 2024, "Burning Down", foi sua primeira música a aparecer na parada Billboard Hot 100, alcançando a 69ª posição em outubro. A música também alcançou a 28ª posição na UK Singles Chart em março de 2025. Um remix da música com Joe Jonas foi lançado em dezembro de 2024. You'll Be Alright, Kid (Chapter 1), seu álbum de estúdio de estreia, foi lançado em 27 de setembro de 2024.
Em fevereiro de 2025, Warren lançou o single "Ordinary". Rapidamente se tornou popular no TikTok e, no mês seguinte, Warren a performou no episódio de reencontro da 8ª temporada da série de reality show da Netflix, "Love Is Blind", que foi a primeira performance musical do programa e levou a um aumento nos streams da música. "Ordinary" alcançou o topo da Billboard Hot 100, e também liderou as paradas em vários outros países ao redor do mundo, incluindo Austrália, Canadá e Reino Unido. Neste último país, "Ordinary" se tornou a música número um mais duradoura na UK Singles Chart dos anos 2020 até agora (superando "Bad Habits" de Ed Sheeran), bem como a música número um ininterrupta mais duradoura na UK Singles Chart por um cantor masculino americano de todos os tempos. Sua turnê internacional "Cheaper Than Therapy" começou em fevereiro de 2025 e está programada para ir até agosto de 2025. Em abril de 2025, Warren performou uma próxima colaboração com o cantor americano Jelly Roll no Stagecoach Festival de 2025 em Indio, Califórnia, intitulada "Bloodline".

## Discografia

### Álbuns de estúdio
| Título                 | Detalhes                                                                                                |
| ---------------------- | --- |
| You'll Be Alright, Kid | - Lançamento: 18 de julho de 2025 - Gravadora: Atlantic Records - Formatos: Download digital, streaming |

### Extended Plays
| Título                             | Detalhes                                                                                                  |
| ---------------------------------- | --- |
| You'll Be Alright, Kid (Chapter 1) | - Lançamento: 27 de setembro de 2024 - Gravadora: Atlantic Records - Formato: Download digital, streaming |